# IT Crowd
(Frase tormentone di Roy, interpretato da Chris O'Dowd e doppiato da Alessandro Quarta)
IT Crowd (The IT Crowd) è una sitcom britannica scritta da Graham Linehan e prodotta da Ash Atalla andata in onda su Channel 4 in 4 stagioni dal 3 febbraio 2006 al 30 luglio 2010, e conclusa con un episodio speciale il 27 settembre 2013.

## Trama
La serie IT Crowd è ambientata negli uffici della Reynholm Industries, una fittizia società di Londra. È incentrata sulle gag della squadra del reparto IT, relegata in un seminterrato sporco, disordinato e trasandato, in grande contrasto con la splendente architettura moderna e le favolose vedute di Londra di cui gode il resto dell'azienda. La segretezza che circonda l'attività dell'azienda serve da running gag attraverso la serie - tutto ciò che si sa è che l'impresa ha comprato e venduto ITV (fatto che Denholm Reynholm ha completamente dimenticato), e una volta ha fatturato "milleottocento miliardi di miliardi". La squadra è ciò che Douglas Reynholm descrive come "una persona intraprendente e dinamica (Jen), un genio (Moss) ed un uomo irlandese (Roy)".
Moss e Roy, i due tecnici, sono ritratti come geek socialmente inetti o, per usare le parole di Denholm Reynholm, "comunissimi nerd". Nonostante la dipendenza della compagnia dai loro servizi, essi vengono disprezzati, ignorati e considerati dei perdenti dal resto dello staff. L'esasperazione di Roy si riflette nell'ignorare il telefono con la speranza che smetta di squillare, e nell'usare cassette con registrazioni dei soliti suggerimenti per risolvere problemi al PC ("Ha provato a spegnerlo e riaccenderlo?" e "Sicuro sia collegato alla presa?"). Egli esprime la sua "personalità" indossando una T-shirt da geek diversa in ogni episodio. L'ampia ed intricata conoscenza di Moss in tutto ciò che riguarda la tecnologia si nota dai suoi suggerimenti tanto accurati quanto indecifrabili, mentre dimostra una totale incapacità ad interagire con problemi pratici come spegnere incendi ed eliminare ragni.
Jen, l'ultima arrivata della squadra, non ha alcuna competenza tecnica, nonostante dichiari nel suo CV di avere "molta esperienza con i computer". Poiché Denholm, il capo dell'azienda, è ugualmente ignorante in campo tecnologico, si lascia convincere dal bluff di Jen durante il suo colloquio e la mette a capo del reparto IT. Il suo titolo ufficiale è "relationship manager", anche se i suoi tentativi di colmare l'abisso tra i tecnici e gli altri dipendenti generalmente sortiscono l'effetto opposto, mettendo Jen in situazioni ridicole quanto quelle dei suoi colleghi.

## Personaggi e interpreti
- Roy Trenneman (stagioni 1-4), interpretato da Chris O'Dowd e doppiato da Alessandro Quarta
- Maurice Moss (stagioni 1-4), interpretato da Richard Ayoade e doppiato da Nanni Baldini
- Jen Barber (stagioni 1-4), interpretata da Katherine Parkinson e doppiata da Laura Latini (st.1-4) e da Stella Musy (ep. speciale)
- Douglas Reynholm (stagioni 2-4), interpretato da Matt Berry e doppiato da Massimo Bitossi
- Denholm Reynholm (stagioni 1-2, guest stagione 3), interpretato da Chris Morris e doppiato da Christian Iansante
- Richmond Avenal (stagioni 1-2, guest stagione 4 e ep. speciale), interpretato da Noel Fielding e doppiato da Oreste Baldini

## Episodi
Tra il 2006 e il 2010 sono stati trasmessi ventiquattro episodi suddivisi in quattro diverse stagioni, più un episodio speciale (della durata di circa quarantotto minuti) andato in onda il 27 settembre 2013.
| Stagione         | Episodi | Prima TV UK | Prima TV Italia |
| ---------------- | ------- | ----------- | --------------- |
| Prima stagione   | 6       | 2006        | 2010            |
| Seconda stagione | 6       | 2007        | 2010            |
| Terza stagione   | 6       | 2008        | 2010            |
| Quarta stagione  | 6       | 2010        | 2010            |
| Speciale         | 1       | 2013        | 2015            |

## Produzione e temi affrontati
La serie ha diversi punti di contatto con The Big Bang Theory (uscita l'anno dopo), come le magliette sempre diverse di Roy, l'ingenuità di Moss, la semplicità di Jen, le risate finte ed il pubblico in studio, ma sviluppa temi differenti. Essa è una profonda critica della società inglese, rappresentata interamente dal palazzo aziendale ed è pervasa di umorismo britannico, provocatorio secondo l'eredità dei Monty Python, con aspetti imbarazzanti (i protagonisti si umiliano in ogni puntata) che si rivolgono all'essere inadeguati dentro ognuno di noi.

## Accoglienza
The Guardian ha recensito la serie come intelligente e divertente, scrivendo che ha ravvivato un genere, la sitcom, quando sembrava ormai morto.